# サムエレ・ヴィニャート
サムエレ・ヴィニャート（Samuele Vignato, 2004年2月24日 - ）は、イタリア・ネグラール出身のプロサッカー選手。ACモンツァ所属。ポジションはミッドフィールダー。

## 経歴

### 幼少期
イタリア人の父親とブラジル人の母親のもと、ヴェローナ県ネグラールに生まれた。地元のクラブでサッカーを始めた後、6歳のときに兄と一緒にキエーヴォ・ヴェローナの下部組織に入団した。

### クラブ
キエーヴォ・ヴェローナで19歳以下のチームに昇格し、2020-21シーズンのカンピオナート・プリマヴェーラ2では18試合に出場し、4ゴール11アシストを記録した。2021年5月4日、セリエBのクレモネーゼ戦で76分から交代出場し、プロデビュー。ヴィルトゥス・エンテッラ戦にも途中出場し、リーグ戦2試合に出場して最初のシーズンを終えた。
8月11日、3年契約でモンツァに移籍。8月29日、クレモネーゼ戦に出場し、モンツァでの公式戦初出場。9月25日のポルデノーネ戦ではプロ初ゴール挙げ、3-1での勝利に貢献した。この得点は、イタリアのプロリーグで2004年生まれの選手が挙げた初ゴールであった。
2022年2月25日、モンツァはヴィニャートとの契約を2025年6月30日まで延長した。11月6日、エラス・ヴェローナ戦で後半アディショナルタイムに途中出場し、セリエA初出場。
2023年10月8日、リーグ第8節のサレルニターナ戦でセリエA初ゴールを記録した。

### 代表
ブラジルの代表資格も有しているが、2019年のU-15以降、イタリアの各世代別代表に選出されている。
2022年8月4日、アルバニアとの親善試合に向けて、U-19イタリア代表に初招集された。9月24日、UEFA U-19欧州選手権2023予選のボスニア・ヘルツェゴビナ戦では2ゴールを挙げ、3-2での勝利に貢献した。

## 人物
同じくプロサッカー選手のエマヌエル・ヴィニャートは、4歳上の実兄である。

## 個人成績

### クラブ
| 国内大会個人成績 | 国内大会個人成績       | 国内大会個人成績 | 国内大会個人成績 | 国内大会個人成績 | 国内大会個人成績                   | 国内大会個人成績 | 国内大会個人成績 | 国内大会個人成績 | 国内大会個人成績 | 国内大会個人成績 | 国内大会個人成績 |
| 年度             | クラブ                 | 背番号           | リーグ           | リーグ戦         | リーグ戦                           | リーグ杯         | リーグ杯         | オープン杯       | オープン杯       | 期間通算         | 期間通算         |
| 年度             | クラブ                 | 背番号           | リーグ           | 出場             | 得点                               | 出場             | 得点             | 出場             | 得点             | 出場             | 得点             |
| イタリア         | イタリア               | イタリア         | イタリア         | リーグ戦         | リーグ戦                           | イタリア杯       | イタリア杯       | オープン杯       | オープン杯       | 期間通算         | 期間通算         |
| ---------------- | ---------------------- | ---------------- | ---------------- | ---------------- | ---------------------------------- | ---------------- | ---------------- | ---------------- | ---------------- | ---------------- | ---------------- |
| 2020-21          | キエーヴォ・ヴェローナ | 80               | セリエB          | 2                | 0                                  | 0                | 0                | -                | -                | 2                | 0                |
| 2021-22          | モンツァ               | 80               | セリエB          | 13               | 1                                  | 0                | 0                | -                | -                | 13               | 1                |
| 2022-23          | モンツァ               | 80               | セリエA          | 5                | 0                                  | 2                | 0                | -                | -                | 7                | 0                |
| 2023-24          | モンツァ               | 80               | セリエA          | 10               | 1                                  | 1                | 0                | -                | -                | 11               | 1                |
| 2024-25          | モンツァ               | 80               | セリエA          | 17               | 0                                  | 1                | 0                | -                | -                | 18               | 0                |
| 通算             | イタリア               | イタリア         | セリエB          | 15               | 1                                  | 0                | 0                | -                | -                | 15               | 1                |
| 通算             | イタリア               | イタリア         | セリエA          | 32               | 1                                  | 4                | 0                | -                | -                | 36               | 1                |
| 総通算           | 総通算                 | 総通算           | 総通算           | 47               | 2\|\|\|4\|\|0\|\|0\|\|0\|\|51\|\|2 |                  |                  |                  |                  |                  |                  |